# Dead Heat (1988)
Dead Heat é um filme de ação produzido nos Estados Unidos e lançado em 1988.